# Rynna Dłużnicy
Rynna Dłużnicy este o arie protejată (sit de importanță comunitară — SCI) din Polonia întinsă pe o suprafață de 353,43 ha, integral pe uscat.

## Localizare
Centrul sitului Rynna Dłużnicy este situat la coordonatele 54°09′13″N 17°52′17″E / 54.1535°N 17.8714°E.

## Înființare
Situl Rynna Dłużnicy a fost declarat sit de importanță comunitară în octombrie 2009 pentru a proteja 2 specii de animale.

## Biodiversitate
Situată în ecoregiunea continentală, aria protejată conține 6 habitate naturale: Mlaștini turboase de tranziție și turbării mișcătoare, Izvoare petrifiante cu formare de travertin (Cratoneurion), Mlaștini alcaline, Păduri de stejar sau de stejar și carpen sub-atlantice și medio-europene de Carpinion betuli, Păduri acidofile de stejar bătrân cu Quercus robur pe câmpii nisipoase, Păduri aluvionare cu Alnus glutinosa și Fraxinus excelsior (Alno-Padion, Alnion incanae, Salicion albae).
La baza desemnării sitului se află mai multe specii protejate:
- mamifere (1): castor (Castor fiber)
- pești (1): zvârluga (Cobitis taenia)